# فرودگاه فچابون
 فرودگاه فچابون (به انگلیسی: Phetchabun Airport) یک فرودگاه همگانی و نظامی با کد یاتا PHY است که یک باند فرود آسفالت دارد و طول باند آن ۲۱۰۰ متر است. این فرودگاه در کشور تایلند قرار دارد و در ارتفاع ۱۳۷ متری از سطح دریا واقع شده است.